# Julius Moser (Maler)
Julius Moser (* 25. November 1805 in Gumbinnen; † 24. Mai 1879 in Berlin) war ein deutscher Porträt-, Historien- und Genremaler.

## Leben und Werk
Julius Moser besuchte das Gymnasium in Königsberg. 1831 bis 1836 studierte er an der Berliner Kunstakademie Historien- und Genremalerei. Er war Schüler Wilhelm Hensels. In den Jahren 1837 bis 1840 hielt er sich in Paris auf und war 1837–1838 Schüler von Léon Cogniet sowie 1838–1840 Schüler von Paul Delaroche. 1840 bis 1848 war er in Rom. Moser war Mitglied der Ponte-Molle-Gesellschaft und gehörte zu den Gründer des Deutschen Künstlervereins. Er starb unverheiratet in seiner Berliner Wohnung in der Potsdamer Straße 6 und ist auf dem Jüdischen Friedhof Schönhauser Allee begraben.
Moser ist vornehmlich als Porträtist des Berliner jüdischen Bürgertums der Mitte des 19. Jahrhunderts bekannt. Er ist ein typischer Vertreter des Biedermeier.

## Werke (Auswahl)
- Bildnis eines griechischen Mädchens, 1838, Öl/Lw, Verbleib unbekannt (Berlin, PrAdK a, fol. 29–32v.)
- Die Söhne Jakobs fordern Benjamin nach Ägypten, 1838, Skizze, Verbleib unbekannt (ebd.)
- Der Rattenfänger in Hameln, 1838, Skizze, Verbleib unbekannt (ebd.)
- Lucrèce sur la place publique de Collatie nach Auguste-Hyacinthe Debay, 1838, Skizze, Verbleib unbekannt (ebd.)
- Loth und seine Familie von Engeln aus Sodom geführt nach Rubens, 1840, Verbleib unbekannt (Berlin, PrAdK a, fol. 41–43v.)